# Pedro Álvares Cabral
Pedro Álvares Cabral (Belmonte, 17 novembre 1467 – Santarém, 1520) è stato un navigatore ed esploratore portoghese, considerato uno degli scopritori del Brasile.

## Biografia

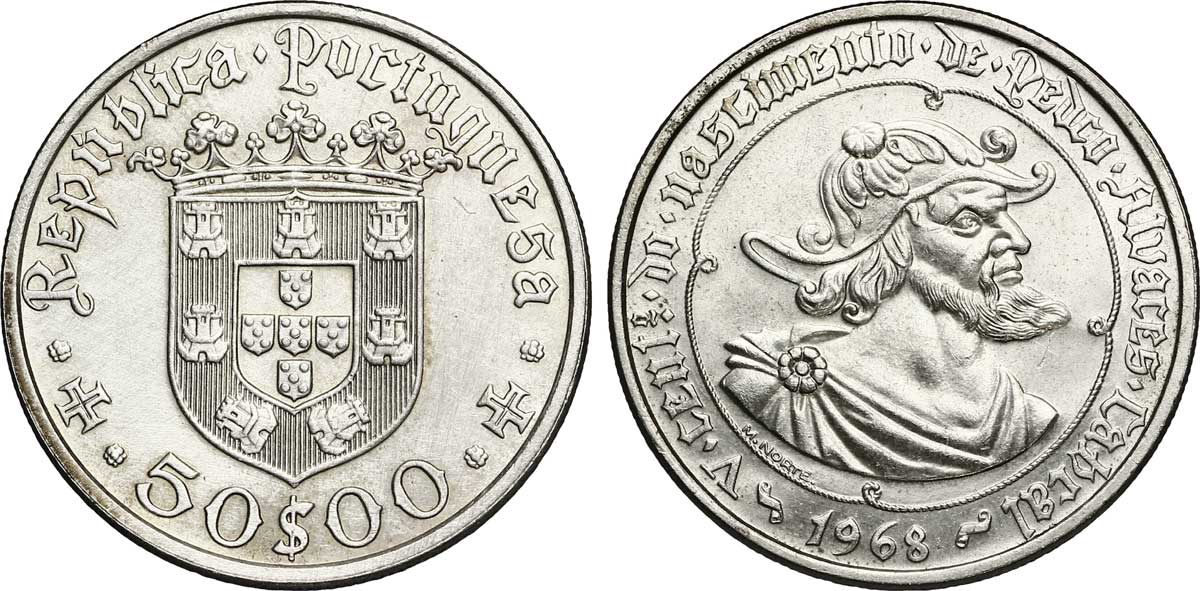
Pedro Álvares Cabral

Sia l'anno sia il luogo di nascita non sono certi: si suppone sia nato a Belmonte nella provincia portoghese della Beira Interior.
La famiglia di origine apparteneva all'alta nobiltà portoghese e Pedro era il terzo figlio di Fernão Cabral, governatore di giustizia di Beira e della rocca di Belmonte, e di Isabel de Gouveia de Queirós (discendente del primo re del Portogallo, Alfonso I del Portogallo). Si sposò con Isabella Di Castro, figlia di Fernão de Noronha e nipote di Alfonso de Albuquerque.

## I viaggi
Dopo la scoperta da parte di Vasco da Gama della rotta delle spezie, il re Manuele I nominò Cabral comandante della seconda spedizione portoghese verso le Indie, con l'incarico di stabilire relazioni commerciali permanenti e di diffondere la religione cristiana ovunque giungesse, usando, se necessario, la forza delle armi. La natura dell'impresa indusse diversi mercanti italiani a contribuire economicamente per l'equipaggiamento delle navi, destinando all'equipaggio diversi sacerdoti.
Tra i capitani della sua flotta, composta di 13 navi e 1.500 uomini, occorre annoverare Bartolomeo Diaz, Pêro Vaz de Caminha e Nicolau Coelho, che accompagnò Vasco da Gama nelle sue esplorazioni, che diede le indicazioni per intraprendere il viaggio.
La flotta salpò da Lisbona il 9 marzo 1500 e seguì una rotta che permettesse di evitare le bonacce oltre il Golfo di Guinea.
Nelle acque dell'arcipelago di Capo Verde venne persa la prima nave, Luís Pires venne infatti costretto da una tempesta a fare ritorno in patria; per sfruttare i venti e sfuggire alle correnti della costa africana, Cabral sfruttò la tecnica conosciuta dai navigatori portoghesi come volta do mar, percorse una rotta molto occidentale e la corrente equatoriale dell'Atlantico spinse le navi sulle coste di un paese sconosciuto.
Il 22 aprile 1500 l'equipaggio scorse una formazione montagnosa che venne chiamata Monte Pascoal e il 23 aprile 1500 Cabral sbarcò sulle coste del Brasile, e il 25 aprile l'intera flotta si assestò lungo la baia che battezzarono Porto Seguro. Cabral prese possesso delle terre in nome della corona portoghese e le chiamò "Ilha da Vera Cruz", in quanto presumeva fosse un'isola. Più tardi la chiamò "Terra di Santa Cruz".
Vi è una diversa interpretazione dei fatti che sostiene che Cabral cambiò volutamente rotta seguendo gli ordini del sovrano in quanto ai Portoghesi l'esistenza del Brasile era nota dal 1498. Quest'interpretazione è rafforzata da una rivendicazione della scoperta del Brasile da parte degli Spagnoli, risalente al 1500 da parte di Vicente Yáñez Pinzón. Altre interpretazioni ancora più azzardate sostengono che i Portoghesi fossero a conoscenza dell'esistenza del Brasile o di parte delle sue coste ancor prima del Trattato di Tordesillas firmato nel 1494.
Cabral intraprese il viaggio di ritorno il 3 maggio 1500 e alla fine del mese l'equipaggio giunse a Capo di Buona Speranza, dove vennero distrutti quattro vascelli da una forte tempesta, compreso quello di Bartolomeu Dias.
Con la flotta dimezzata, Cabral raggiunse Sofala il 16 luglio e, il 20 luglio 1500, il Mozambico.
Il 26 luglio giunse a Kilwa dove non riuscì a intrecciare relazioni commerciali con il signore regnante. Il 2 agosto giunse a Malindi dove venne accolto con tutti gli onori e ricevette delle guide che lo avrebbero portato fino nelle Indie. Il 10 agosto 1500 la nave di Diogo Dias dovette separarsi dal resto della flotta a causa del maltempo e raggiunse una nuova isola, cui fu dato il nome di Isola di San Lorenzo, in seguito nota come Madagascar.
Cabral continuò verso le Indie per il commercio di pepe e altre spezie e giunse a Calicut il 13 settembre 1500. Applicando anche qui la tradizionale politica coloniale portoghese, quale già si era affermata nel corso della conquista della Via delle Indie presso tutte le coste dell'Africa, fondò una filiale portoghese, una piazzaforte fortificata comprendente una chiesa e un fondaco, in città.
Sequestrata una nave musulmana carica di pepe, dovette affrontare la ribellione dei mercanti musulmani che reagirono: Cabral catturò tutte le navi musulmane alla fonda nel porto, ne uccise gli equipaggi e saccheggiò le stive, impossessandosi di un enorme carico di spezie. Intraprese il suo viaggio verso il Portogallo il 16 gennaio 1501 giungendo in patria il 23 giugno 1501. Durante il viaggio di ritorno incontrò la spedizione di Gonçalo Coelho diretta in Brasile per esplorare le coste della nuova colonia del Brasile.
Nonostante fosse tornato con un ricco carico, i suoi metodi diplomatici vennero fortemente criticati. Cabral morì nel 1520 del tutto dimenticato e venne sepolto nella Igreja da Graça di Santarém in Portogallo. Dal 1903 l'urna con i suoi resti è conservata nella Igreja de Nossa Senhora do Carmo da Antiga Sé, a Rio de Janeiro.